# Neil El Aynaoui
Neil El Aynaoui (en arabe : نيل العيناوي), né le 2 juillet 2001 à Nancy en France, est un footballeur franco-marocain qui joue au poste de milieu de terrain à l'AS Rome.

## Biographie

### Naissance, jeunesse et débuts (2001-2009)
Neil El Aynaoui naît le 2 juillet 2001 à Nancy en France. Il est né d'un père tennisman, Younes El Aynaoui, et d'une mère, française, d'origine nancéienne. Neil El Aynaoui a des origines marocaines du côté de son  père  qui vit à Rabat. Il est le deuxième d'une famille de trois enfants. Âgé seulement de deux ans, la famille qui compte trois enfants, s'installe à Gava, une petite ville situé près de Barcelone en Espagne. C'est dans cet endroit que Neil El Ayanoui intègre le club amateur du CF Gavà (es) à l'âge de quatre ans.
Lors de son enfance, il combine régulièrement le football avec le tennis qu'il hérite de son père. Il déclare plus tard lors d'une interview : « J’ai tout de suite accroché avec le foot et je ne sais pas d’où ça me vient parce que dans la famille, personne n’en faisait en particulier. ». Il suit ainsi les conseils de son père pour performer au haut niveau ainsi que de rester sur une bonne hygiène de vie.

### Déménagement et formation à l'AS Nancy-Lorraine (2009-2023)
La famille El Aynaoui retourne à Nancy en 2009. Il passe par le pôle espoir au CREPS d’Essey-lès-Nancy puis intègre le centre de formation de la forêt de Haye de l'AS Nancy-Lorraine. Neil El Aynaoui parle alors couramment l'espagnol.
Dans la continuité de sa progression, il est appelé pour la première fois avec la réserve lors de la saison 2018-2019. Âgé de 17 ans, il s’affirme progressivement, au point de devenir capitaine lors de deux journées de National 3 en septembre 2020.
Le 31 juillet 2021, Neil El Aynaoui fait ses débuts professionnels à l'occasion de la réception du Toulouse FC, entrant en jeu à la 46e minute en remplaçant Samir Bouzar (défaite, 0-4). Le 11 août, il reçoit sa première titularisation contre le SC Bastia (match nul, 1-1). Le 15 mars 2022, il inscrit son premier but professionnel contre le Paris FC grâce à une passe décisive de Thomas Basila (victoire, 3-0).
Si la campagne en cours, est difficile collectivement, elle permet au joueur néo-professionnel de démontrer qu'il a le niveau pour évoluer dans cette division. Après quelques allers-retours avec l'équipe réserve, il intègre pleinement la formation dirigée par Albert Cartier au cours de la deuxième moitié de la saison.
Après cette première impression prometteuse, il devient désormais un élément central de l'effectif et porte le brassard de capitaine. Il a ainsi l'opportunité de confirmer ce nouveau statut au cours de la saison 2022-2023, en National cette fois-ci, à la suite de la relégation de Nancy. Il est positionné en tant que sentinelle dans le schéma tactique 4-2-3-1 de Nancy, et il gagne en régularité dans ses performances, devenant un titulaire indiscutable. En tant que régulateur de jeu, il apporte cohésion et sérénité. Il est plus sûr dans ses prises de balle, prend des décisions rapides et temporise pour trouver la meilleure solution.

### RC Lens (2023-2025)
Le 29 juin 2023, il s'engage pour quatre saisons au RC Lens, précédent vice-champion de France entraîné par Franck Haise et disputant la Ligue des champions.
Suspendu cinq matchs par la FFF à la suite d'un carton rouge lorsqu’il jouait à Nancy, ce n’est que le 24 septembre 2023 qu’il dispute son premier match en Ligue 1 contre le Toulouse FC en entrant en jeu à la 77e minute à la place d'Adrien Thomasson (victoire, 2-1).
Le 28 octobre 2023, il inscrit son premier but avec le club en championnat contre le FC Nantes grâce à une passe décisive d'Óscar Cortés (victoire, 4-0).
Le 8 novembre 2023, il dispute son premier match en Ligue des champions contre le PSV Eindhoven (défaite, 0-1).
Auteur de très bonnes performances, il est titularisé pour la première fois le 13 novembre 2023 face à l'Olympique de Marseille (victoire, 1-0) où il réalise un match complet, lui permettant d’être nommé « Lensois du match ». Il figure également dans l'équipe-type de la journée selon le journal L'Équipe, qui lui consacre un article exclusif, le présentant pour la première fois au grand public français.
Le 12 décembre 2023, à l'occasion du dernier tour de la phase de groupe en Ligue des champions, il entre en jeu à la 23e minute en remplaçant Nampalys Mendy contre le Séville FC et parvient à remporter le match à domicile sur le score de 2-1. Avec cette victoire, le RC Lens assure la troisième place du groupe de Ligue des champions, les propulsant en Ligue Europa.

### AS Roma (depuis 2025)
Le 20 juillet 2025, Neil El Aynaoui s'engage avec l'AS Roma pour un contrat de 5 ans, soit jusqu'en juin 2030. Le montant du transfert est estimé à 23,5 millions d'euros. Il récupère le numéro 8, précédemment porté par Edoardo Bove lors de la saison 2024-2025.

### En sélection
Possédant un double passeport français et marocain, Neil El Aynaoui a l'embarras du choix concernant les sélections nationales.

#### Avec l'équipe du Maroc olympique
N'ayant pas pris part à la Coupe d'Afrique des nations des moins de 23 ans en juin 2023, il est sélectionné pour la première fois en septembre de la même année par le sélectionneur Issame Charaï avec le Maroc olympique pour faire face au Brésil olympique à Fès et entre en jeu à la place d'Amine El Ouazzani à la 89e minute dans le cadre d'un match amical (victoire, 1-0),,.
Un deuxième match amical face à ce même adversaire prévu le 11 septembre dans la même ville est annulé par la fédération marocaine à la suite du séisme au Maroc,. El Aynaoui, ayant vécu le séisme explique l'incident en déclarant : « J’étais dans ma chambre d’hôtel, après avoir joué la veille face au Brésil à Fès. D’un seul coup, j’ai vu la télé de ma chambre se mettre à bouger, elle a même failli tomber. Je suis sorti pour essayer de comprendre ce qu’il se passait, c’était la panique. ».
En octobre 2023, Neil El Aynaoui est rappelé avec le Maroc olympique pour des matchs amicaux contre l'Irak et la République dominicaine mais ne fait aucune entrée en jeu.

#### Avec l'équipe du Maroc
En décembre 2023, il est présélectionné par Walid Regragui dans une liste de 55 joueurs pour disputer la CAN 2023 en Côte d'Ivoire.

## Style de jeu
El Aynaoui est utilisé en tant que relayeur et évolue progressivement un cran plus haut, offrant ainsi un volume de jeu considérable. Grâce à son positionnement entre les lignes de passe et lors des phases de contre-pressing, il excelle dans la récupération du ballon. De plus, il se tourne résolument vers l'attaque. Dans ses débuts, il reçoit régulièrement les éloges de l'entraîneur Franck Haise.
Avec sa capacité à projeter le jeu, notamment par ses passes, il relance rapidement pour créer immédiatement du danger dans la moitié de terrain adverse. Il n'hésite même pas à tenter sa chance lorsque l'occasion se présente. S'il n'est peut-être pas encore le finisseur le plus adroit, il démontre une grande application et précision pour mettre le gardien adverse en difficulté.

## Statistiques

### Statistiques détaillées
| Saison                | Club                  | Championnat           | Championnat | Championnat | Championnat | Coupe(s) nationale(s) | Coupe(s) nationale(s) | Coupe(s) nationale(s) | Compétition(s) continentale(s) | Compétition(s) continentale(s) | Compétition(s) continentale(s) | Compétition(s) continentale(s) | Total | Total | Total |
| Saison                | Club                  | Division              | M.          | B.          | P.d.        | M.                    | B.                    | P.d.                  | Comp.                          | M.                             | B.                             | P.d.                           | M.    | B.    | P.d.  |
| 2021-2022             | AS Nancy-Lorraine     | Ligue 2               | 24          | 2           | 1           | 4                     | 0                     | 0                     | -                              | -                              | -                              | -                              | 28    | 2     | 1     |
| 2022-2023             | AS Nancy-Lorraine     | National              | 33          | 4           | 2           | 1                     | 0                     | 0                     | -                              | -                              | -                              | -                              | 34    | 4     | 2     |
| Sous-total            | Sous-total            | Sous-total            | 57          | 6           | 3           | 5                     | 0                     | 0                     | -                              | -                              | -                              | -                              | 62    | 6     | 3     |
| 2023-2024             | RC Lens               | Ligue 1               | 25          | 1           | 2           | 1                     | 0                     | 0                     | C1+C3                          | 3+2                            | 0                              | 0                              | 31    | 1     | 2     |
| 2024-2025             | RC Lens               | Ligue 1               | 24          | 8           | 1           | 1                     | 0                     | 0                     | -                              | -                              | -                              | -                              | 25    | 8     | 1     |
| Sous-total            | Sous-total            | Sous-total            | 49          | 9           | 3           | 2                     | 0                     | 0                     | -                              | 5                              | 0                              | 0                              | 56    | 9     | 3     |
| Total sur la carrière | Total sur la carrière | Total sur la carrière | 106         | 15          | 6           | 7                     | 0                     | 0                     | -                              | 5                              | 0                              | 0                              | 118   | 15    | 6     |

### En sélection marocaine
Le tableau suivant liste les rencontres de l'équipe du Maroc U23 des catégories des jeunes dans lesquelles Neil El Aynaoui a été sélectionné depuis le 7 septembre 2023.
| Catégorie | Date             | Lieu | Adversaire | Résultat | Minutes | Compétition  | Buts | Passes | Capitaine | Club    |
| --------- | ---------------- | ---- | ---------- | -------- | ------- | ------------ | ---- | ------ | --------- | ------- |
| Maroc U23 | 7 septembre 2023 | Fès  | Brésil     | 1 – 0    | 1 min   | Match amical | 0    | 0      | Non       | RC Lens |

## Palmarès

### Distinctions individuelles
- 2023 : Pépite du mois de novembre en Ligue 1[31]